# 千屋牛
千屋牛（ちやうし、ちやぎゅう）は、岡山県新見市千屋地区で育てられている黒毛和種、およびその精肉である。

## 概要
千屋牛は小規模生産のため出荷頭数も少ない。千屋ダムには、碁盤に乗る千屋牛のブロンズがあるが、これは地元の伝統芸能「千屋牛の碁盤乗り」である。千屋牛は訓練次第でこういった芸能もこなすほど穏やかで、人と信頼関係の築ける牛であった。
千屋の古い民家の多くでは、家の中に牛舎がある造りになっている。「牛も家族であり、家族なら一緒に寝起きするのは当然」との考え方がうかがえる。

## 定義
千屋牛の定義は千屋牛振興会で定める生産出荷基準のもとで生産・肥育された黒毛和種であり、生産出荷基準は「新見市内で繁殖・肥育一貫生産されたもの。または岡山県下で生産された子牛を導入し、新見市内で約18カ月間以上肥育されたもの」である。

## 特徴
阿哲郡千屋村大字実の豪農太田辰五郎は、田畑持高1,000余石、10指に余る鉄山を所有し、近隣に並ぶ者のない資産家で、天性博愛義侠、天保年間（1830 - 1843）の大飢饉に当たっては、卒先して自家保有米を出し、所持金を尽して近郷を救済した。殖産に力を注ぎ、とくに畜産に熱心であった。当時千屋は産牛少く資質も劣っていたのを嘆き、良牛を遠近から買い集めた。文政の末（1820年代）、大阪天王寺牛市で石橋孫右衛門から買い入れた牡牛は、体尺4尺4寸（133.3センチメートル）もある黒毛の但馬系の牛であったが、これを、浪花千代平から買い入れた良牝牛（竹の谷蔓牛系統牛）に交配したところ、牡犢を生産した。この牛は赤毛であったが、成育して良牛となり、体高は4尺6寸（139.4センチメートル）にもなった。この牛を繁殖に供用したところ、黒毛の良犢を生産し、千屋牛の改良に顕著な効果を示したので、世人はこれを大赤蔓というようになった。

## 蔓牛
主に中国山地周辺で品種改良された日本の牛で、特性が固定化され優良な形質を持ち、その遺伝力が強い牛の系統を蔓（つる）、その牛を蔓牛（つるうし）と呼ぶ。和牛は古くから近畿、中国地方において飼われており、農耕・運搬・採肥のために家畜として使役されていた。中でも中国山脈山間地では近世のころから優良形質の維持、改良、固定に努力が払われ、その中でとくに優良な系統を蔓といい、その個体を蔓牛と称した。蔓牛は他の牛に比べて2 - 3割高く売買されたと伝えられる。しかし、優良な特性をもった「蔓牛」は同系統の雄雌ばかりが交配され、特性から外れた牛を淘汰し続けるような条件のみで維持される。他系統交配を行えば、2代目以降は次第に特性が消えてしまう。したがって、人工授精が普及して、種雄牛の交配圏が次第に拡大する間に「蔓牛」の特性が一部を除き、現在の外国種が交配された黒毛和種には特性はほとんど消えてしまった。

## 大赤蔓と竹の谷蔓
千屋牛は太田辰五郎が大阪天王寺牛市で石橋孫右衛門から買い入れた牡牛（但馬系の牛）と浪花千代平から買い入れた良牝牛（竹の谷蔓牛）と交配してできた牛を大赤蔓とよんだ。竹の谷蔓牛は、1772年 - 1780年のころ、備中国阿賀郡釜村字竹の谷（岡山県阿哲郡新郷村字釜小字竹の谷。現岡山県新見市神郷）の浪花（難波）元助（初代）やその息子の栄右衛門が造成、確立した和牛の蔓である。竹の谷蔓牛は千屋の牛市場を通じて、海外にまで広まった。現在は新見市を中心とした農家により少数が維持されている。

## 歴史
千屋牛は、江戸時代に備中国阿賀郡実村（現・新見市千屋）で盛んであった鉄山業で労役牛として使われていた。千屋地区は冷涼で降雨量が比較的多く、牛の飼育に適している土地であったため、古くから牛の生産が盛んであった。千屋牛は元来小型で少産の牛であったが、千屋村の豪農太田辰五郎（1802 - 1855：岡山県立図書館デジタル大百科では1790 - 1854）らにより、但馬産の優れた種牡牛を導入するなど、当時としては革新的な改良技術が行われ品種改良されていった。そして、太田辰五郎は1834年（天保5年）に千屋牛馬市を開設し管内で生産された優れた牛の販売を始めた。現在でも、肉用牛生産は、地域の重要な産業である。

## 食味
きめ細かい霜降り肉と肉の甘みが特徴で、柔らかく上質な味わいが楽しめる。特に、赤身と脂身のバランスが良く、口に入れた時の風味が良いと評判である。

## PR活動
千屋牛の認知度向上を目的として、千屋牛娘☆（ちやぎゅうむすめ）と呼ばれる女性ダンスユニットが結成された（活動は2014年7月 - 2015年12月まで）。千屋牛娘が歌う千屋牛PRソング「We Love 千屋牛」と言う楽曲も存在する。2017年10月14日のJAあしん祭りにて千屋牛娘が1日限りの復活した。